# Xanadu (Tità)
Xanadu -sovint anomenada "Xanadu Regio" (llatí) tot i que no n'és el nom oficial-és una àrea altament reflexiva situada a l'hemisferi superior del satèl·lit de Saturn Tità. El nom li fou posat en referència a Xanadú, el palau llegendari descrit al poema Kubla Khan de Samuel Taylor Coleridge.
Aquest tret geogràfic fou identificat per primera vegada l'any 1994 per astrònoms que utilitzaven el Hubble a longituds d'ona infraroja, i recentment se n'han pres imatges molt més detallades per la sonda Cassini. Xanadu té una mida aproximada similar a la d'Austràlia. Observacions preliminars indiquen que Xanadu és una regió aplanada de gel d'aigua altament reflexiu, contrastant amb les regions més fosques situades a menys elevació. Alhora aquest contrasta acusadament amb la realment fosca Lunar mare, de la que es va creure que contenia mars líquids d'hidrocarburs, però ara se sap que són planícies.
Imatges recents de la Cassini preses durant els encontres a l'octubre i desembre de 2004 revelen uns patrons d'albedo complexos a la porció oest de Xanadu. Mentre els científics encara debaten el significat dels patrons d'albedo, un possible culpable el tectonisme. Proves d'això existeixen en models d'entrecreuaments d'alineaments foscos a prop del costat oest de Xanadu. Els científics també investiguen el límit entre Xanadu i Shangri-La, una regió fosca a l'oest.
Les imatges de radar preses per la Cassini han revelat la presència de dunes, turons, rius i valls a Xanadu. Les característiques són com esculpits al gel, com en el sòl sòlid, per metà o età líquid.